# (15421) Adammalin
(15421) Adammalin (1998 HM81) – planetoida z pasa głównego asteroid okrążająca Słońce w ciągu 4,92 lat w średniej odległości 2,89 j.a. Odkryta 21 kwietnia 1998 roku.